# Duntzenheim
Duntzenheim (elsässisch Dunzne, deutsch Dunzenheim) ist eine französische Gemeinde mit 656 Einwohnern (Stand 1. Januar 2021) im Département Bas-Rhin in der Region Grand Est (bis 2015 Elsass). Am 1. Januar 2015 wechselte Duntzenheim vom Arrondissement Strasbourg-Campagne zum Arrondissement Saverne.

## Geografie
Duntzenheim liegt etwa 23 Kilometer von Straßburg entfernt.

## Geschichte

### Mittelalter
Schon im frühen 8. Jahrhundert tritt das Dorf ins Licht der Geschichte, als das Kloster Weißenburg in den Jahren 739, 774 und 788 hier Besitz erhält (TradWiz 014, 057, 123). Im Jahr 900 ist es auch in der „Charta bonorum Mauri Monasterii“ als Besitz des Klosters Maursmünster eingetragen (Regnum Francorum online Marmoutier o.Nr.). Dann erscheint es erst wieder in Urkunden des 14. und des 15. Jahrhunderts, als z. B. im Jahr 1453 hier eine Steuer („Gülte“) verliehen wurde (Regesta Imperii Chmer 3125). Das Dorf Dunzenheim war damals schon an die Herrschaft Lichtenberg gekommen, als 1337 Elisabeth von Geroldseck Heinrich III. von Lichtenberg heiratete. Es war Teil ihrer Mitgift. Der Dinghof in Dunzenheim war dagegen wohl ein Lehen des Bischofs von Metz. Das Dorf war zeitweilig Gemeinschaftsbesitz derer von Lichtenberg und derer von Geroldeck, bevor es schließlich ganz an die Herrschaft Lichtenberg kam. Um 1330 kam es zu einer ersten Landesteilung zwischen Johann II. von Lichtenberg, aus der älteren Linie des Hauses und Ludwig III. von Lichtenberg. Dabei fielen die Lichtenberger Rechte in  Duntzenheim in den Teil des Besitzes, der künftig von der älteren Linie verwaltet wurde.
Das Dorf lag im Amt Buchsweiler, das am Anfang des 14. Jahrhunderts als Amt der Herrschaft Lichtenberg entstand. Anna von Lichtenberg (* 1442; † 1474), Tochter von Ludwig V. von Lichtenberg (* 1417; † 1474), und eine von zwei Erbtöchtern mit Ansprüchen auf die Herrschaft, heiratete 1458 den Grafen Philipp I. den Älteren von Hanau-Babenhausen (* 1417; † 1480). Der hatte eine kleine Sekundogenitur aus dem Bestand der Grafschaft Hanau erhalten, um sie heiraten zu können. Durch die Heirat entstand die Grafschaft Hanau-Lichtenberg. Nach dem Tod des letzten Lichtenbergers, Jakob von Lichtenberg, eines Onkels von Anna, erhielt Philipp I. d. Ä. 1480 die Hälfte der Herrschaft Lichtenberg. Die andere Hälfte gelangte an seinen Schwager, Simon IV. Wecker von Zweibrücken-Bitsch. Das Amt Buchsweiler – und damit auch Dunzenheim – gehörten zu dem Teil von Hanau-Lichtenberg, den die Nachkommen von Anna erbten.

### Neuzeit
Dunzenheim wurde in einer Fehde zwischen seinem Landesherren, Graf Philipp III. und einigen Rittern 1516 hart getroffen: Philipp III. und einer seiner Spitzenbeamten, Albrecht von Berwangen, hatten sich zerstritten. Berwangen hatte die Grafschaft wegen ausstehender Zahlungen an ihn verlassen, seinen Landesherrn vor Reichshofrat und Reichskammergericht verklagt und den Prozess gewonnen. Bei einem Zusammentreffen beider blieb Berwangen tot zurück. Philipp III. plädierte auf Notwehr – nicht sehr glaubwürdig aufgrund des verstümmelten Zustandes der Leiche. Schließlich musste er eine Buße von 500 fl. an die Familie zahlen. Das aber war dem Bruder des Getöteten nicht ausreichend. Er befehdete den Grafen im Bündnis mit Franz von Sickingen und plünderte das hanau-lichtenbergische Dorf Dunzenheim.
Graf Philipp IV. von Hanau-Lichtenberg (1514–1590) führte nach seinem Regierungsantritt 1538 die Reformation in seiner Grafschaft konsequent durch, die nun lutherisch wurde.
Mit der Reunionspolitik Frankreichs unter König Ludwig XIV. kam das Amt Buchsweiler unter französische Oberhoheit. Nach dem Tod des letzten Hanauer Grafen, Johann Reinhard III. 1736, fiel Hanau-Lichtenberg – und damit auch das Amt Buchsweiler – an den Sohn seiner einzigen Tochter, Charlotte, Landgraf Ludwig (IX.) von Hessen-Darmstadt. Mit dem durch die Französische Revolution begonnenen Umbruch wurde Duntzenheim französisch.

### Bevölkerungsentwicklung
| Jahr      | 1798 | 1962 | 1968 | 1975 | 1982 | 1990 | 1999 | 2007 | 2012 | 2014 | 2021 |
| Einwohner | 392  | 450  | 455  | 436  | 472  | 511  | 544  | 602  | 618  | 626  | 656  |

## Sehenswürdigkeiten
Die lutherische St. Martin-Kirche aus dem Jahr 1883 geht auf ein Bauwerk der Reformationszeit um das Jahr 1545 zurück. Sie weist Elemente verschiedener Stilrichtungen auf. Der alte westliche Turmvorbau stammt im Fundament vermutlich aus dem Mittelalter und wurde im 17. Jahrhundert überarbeitet, nach den von J. M. Bopp bewerteten Spuren am Westtor wohl 1687. Der Turmschaft wurde im Jahr 1893 um die Turmspitze erhöht.

## Wirtschaft
Die Landwirtschaft spielte seit jeher eine wichtige Rolle.